# Alburnoides kubanicus
Alburnoides kubanicus är en fiskart som beskrevs av Berg 1932. Alburnoides kubanicus ingår i släktet Alburnoides och familjen karpfiskar. IUCN kategoriserar arten globalt som livskraftig. Inga underarter finns listade i Catalogue of Life.